# Service Aérien Roannais
Services Aéronautiques Roannais (S.A.R.) , devenue par la suite et plus connue sous Service Aérien Roannais (code IATA : QT) était une compagnie aérienne régionale française de troisième niveau, créée en 1980 comme compagnie de transport à la demande puis régulière, basée sur l'Aéroport de Roanne et l'Aéroport de Lyon-Bron.

## Histoire

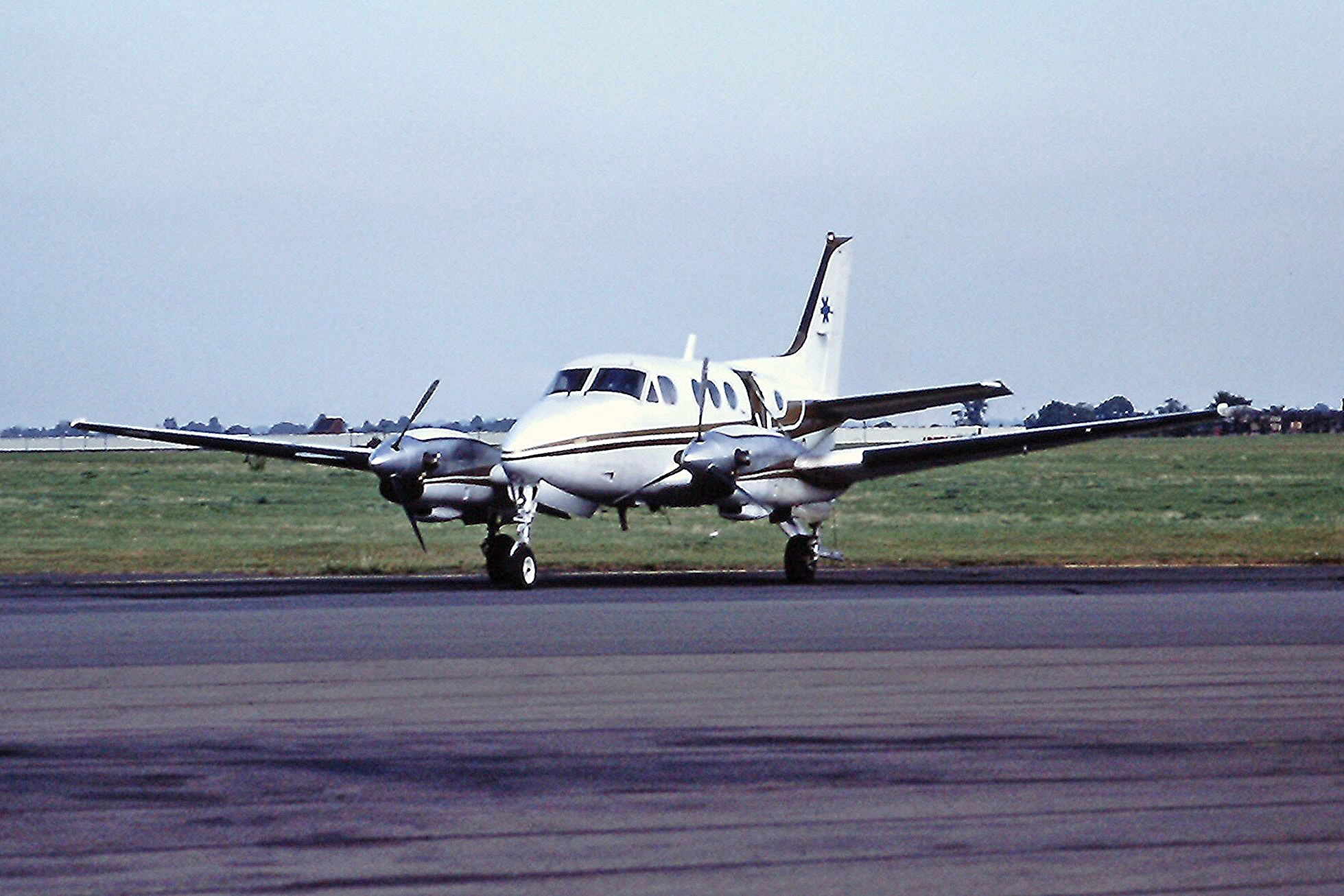
Beechcraft 65 King Air F-BRNO de la SAR en 1984

C'est en 1980 que la compagnie S.A.R. pour Services Aéronautiques Roannais était créée par Lucien Magnat, pilote professionnel Roannais, pour le transport de passagers à la demande, de fret, le transport sanitaire et l'assistance radio lors de manifestations.
S.A.R. trouve de nouveaux associés en les personnes de Messieurs Lacour et Rejony puis s'installe sur l'aéroport de Lyon-Bron et devient S.A.R. Avions Taxi. 
S.A.R. obtient au début des années 1990 une licence de transport de passagers réguliers pour assurer la reprise de la ligne régulière Roanne-Paris, lâchée par la compagnie TAT/Air Liberté. 
En 1991, elle transporte plus de 6 000 passagers sur la ligne, soit un taux de remplissage de 64%, pour un chiffre d'affaires sur le régulier de 4,4 millions de francs avec une subvention de 1,2 million de francs, soit une perte de 2,8 millions de francs.
Elle avait installé son atelier d'entretien sur l'aéroport de Grenoble qu'elle partageait avec la compagnie "Air Service Affaires" de Jean-Pierre Ebrard.
En cessation d'activité en juillet 1992, la compagnie S.A.R. est recréée par Lucien Magnat et devient Service Aérien Roannais. La compagnie dispose alors de 5 avions et 1 ligne régulière.
À l'été 1993, S.A.R. reprenait la ligne Montluçon-Paris, reprise à Transport Air Centre, autre compagnie aérienne également basée à Roanne.  
Elle cesse définitivement son activité en 1996. 
La ligne Roanne-Paris est reprise par Flandre Air et la compagnie Oyonnair s'installe dans le hangar H4 de l'aéroport de Lyon-Bron, précédemment occupé par S.A.R. et développe son activité d’aviation d’affaires, essentiellement sur le transport sanitaire. 
En 2020, le hangar H4 de Lyon-Bron arbore toujours les majestueuses lettres bleues S.A.R AVIONS TAXI.

## Le réseau
La compagnie desservait:
- Roanne à l'aéroport de Paris-Orly[10].
- Roanne à l'aéroport de Tarbes[7] .
- Montluçon à l'aéroport de Paris-Orly (Eté 1993 à Hiver 1995/1996)[10].

## Flotte
La S.A.R utilisait un Metro Merlin IV (F-GHVF), un Beechcraft 1900 et quatre Beechcraft 200 King Air (F-GHMY, F-GCTP, F-GJBJ et F-GILY).
La SAR a également utilisé dans ses débuts un Beechcraft 65-B90 King Air immatriculé F-BRNO ayant appartenu en 1970 aux Ateliers Roannais de Construction Textiles (ARCT) de Roanne.